# Service de sécurité incendie et d'assistance à personnes
Cet article possède un paronyme, voir SIAAP.
Vous pouvez aider à l'améliorer ou bien discuter des problèmes sur sa page de discussion.
- Il ne s’appuie pas, ou pas assez, sur des sources secondaires ou tertiaires. (Marqué depuis février 2024)
- Son texte doit être wikifié : il ne correspond pas à la mise en forme Wikipédia (style, typographie, liens internes, liens entre les wikis, etc.). (Marqué depuis mars 2020)
- Il n’est pas rédigé dans un style encyclopédique. (Marqué depuis mars 2020)

- Archive Wikiwix
- Bing
- Cairn
- DuckDuckGo
- E. Universalis
- Gallica
- Google
- G. Books
- G. News
- G. Scholar
- Persée
- Qwant
- (zh) Baidu
- (ru) Yandex
- (wd) trouver des œuvres sur Wikidata

La formation Service de Sécurité Incendie et d'Assistance à Personnes (SSIAP) permet de postuler à un poste d'agent de sécurité incendie dans un Établissement Recevant du Public (ERP) ou dans un Immeuble de Grande Hauteur (IGH). Le personnel permanent des services de sécurité incendie des ERP et IGH doit recevoir des formations spécifiques selon l'arrêté du 2 mai 2005. Ils ont pour mission d'assurer la sécurité des personnes et la sécurité incendie d'un bâtiment ou d'un lieu.

## Histoire
Né d'une volonté d'augmenter l'effectif du personnel dans le domaine de l'incendie et de renforcer celui de la sécurité civile, l'habilitation SSIAP a été créée par un groupe de travail comprenant Philippe Maquin, président de l'UNAFOS et André Maupin réfèrent pédagogique sous l'égide et la volonté du ministère de l'intérieur.
La tenue est inversée de celle des pompiers pour ne pas les confondre (tenue rouge avec une bande bleu marine sur le torse portant l'inscription "sécurité incendie") et deux logos de l'entreprise employeuse.
Les logos officiels de représentation de cette habilitation ont été créés le 9 janvier 2020 par Sébastien Bouziat, instructeur SSIAP, SST et ancien pompier professionnel,,.

## Formations initiales
Conformément à l'arrêté du 2 mai 2005 , le personnel permanent des services de sécurité incendie des établissements recevant du public et des immeubles de grande hauteur reçoivent des formations permettant d'assurer la sécurité des personnes et la sécurité incendie des biens .
Ces formations se divisent en trois niveaux. Le SSIAP 1 correspond au grade d'agent de service, le SSIAP 2, à celui de chef d'équipe, et le 3, à celui de chef de service  :

### SSIAP 1 - Agent de service

#### Prérequis
Du point de vue réglementaire, pour prétendre à obtenir un diplôme SSIAP1, il faut au préalable suivre la formation, être apte médicalement, pouvoir retranscrire des anomalies sur une main courante, avoir réussi  la formation de base aux premiers secours ou la formation prévention et secours civiques de niveau 1 depuis moins de 2 ans ou être titulaire du brevet de sauveteur secouriste du travail en cours de validité ;

#### Formation
La durée totale de la formation est de 70 heures (théorie + pratique). Celle-ci permet d'assurer aux participants d'acquérir les connaissances relatives au feu et ses conséquences, à la sécurité incendie et aux installations techniques. De comprendre les rôles et missions des agents de sécurité incendie et de concrétiser ces connaissances 

### SSIAP 2 - Chef d'équipe

#### Prérequis
Pour obtenir le diplôme de SSIAP 2, il faut au préalable être titulaire du diplôme SSIAP 1 et avoir exercé l'emploi d'agent de sécurité incendie pendant au moins 1607 heures sur 12 mois (exclusivement SSIAP 1) dans un ERP, un IGH ou un bâtiment relevant de la réglementation incendie du code du travail  ou 1607 h sur 24 mois avec cumul APS.

#### Formation
La formation de chef d'équipe de service de sécurité incendie est de l'ordre de 70 heures et s'organise avec un maximum de 12 stagiaires. plusieurs thématiques sont traitées dont les rôles et missions du chef d'équipe, le mise en œuvre des systèmes de sécurité incendie, l'hygiène et sécurité en matière de sécurité incendie et le rôle chef du poste central de sécurité pendant une situation de crise .

### SSIAP 3 - Chef de service

#### Prérequis
Pour se présenter à l'examen de chef de service de sécurité incendie, il faut être titulaire d'un diplôme de niveau 4 minimum (ou présenter validation des acquis de l'expérience), ou être titulaire, soit du diplôme d'ERP 2 ou d'IGH 2 avec trois ans d'expérience dans le domaine, soit du SSIAP 2, avec trois ans d'expérience .

#### Formation
La formation au SSIAP 3 s'effectue avec une durée de 216 heures . Elle comprend plusieurs modules dont le feu et ses conséquences, la sécurité incendie et les bâtiments, la réglementation incendie, la gestion des risques, le conseil au gestionnaire d'établissement, assurer la correspondance avec les membres de la  commission de sécurité, la direction  de l'équipe de sécurité du site et enfin élaborer le projet du budget du service sécurité .

## Exploitation

### Composition des équipes
Pendant l'ouverture au  public de l'équipement, le service de sécurité incendie est composé différemment selon son type (c'est-à-dire la nature de son activité), la catégorie et les caractéristiques des établissements :
a) Par des personnes désignées par l'exploitant et entraînées à la manœuvre des moyens de secours contre l'incendie et à l'évacuation du public ;
b) Par des agents de sécurité-incendie dont la qualification répond aux dispositions de l'arrêté du 2 mai 2005 modifié ;
c) Par des sapeurs-pompiers d'un service public de secours et de lutte contre l'incendie ;
d) Par la combinaison de ces différentes possibilités, déterminée après avis de la commission compétente.
Lorsque le service est assuré par des agents de sécurité incendie, l'effectif doit être de trois personnes au moins présentes simultanément, dont un chef d'équipe. Cet effectif doit être adapté à l'importance de l'établissement.
En outre, le chef d'équipe et un agent de sécurité au moins ne doivent pas être distraits de leurs missions spécifiques.
Les autres agents de sécurité-incendie peuvent être employés à des tâches de maintenance technique dans l'établissement. Ils doivent se trouver en liaison permanente avec le poste de sécurité.
Conformément à l'arrêté du 25 juin 1980 modifiée, le service de sécurité-incendie doit être placé, lorsque les dispositions particulières le prévoient, sous la direction d'un chef de service de sécurité-incendie spécifiquement affecté à cette tâche .

### Missions du service
Ce service assure la sécurité générale dans l'établissement et a notamment pour mission :
a) De connaître et de faire appliquer les consignes en cas d'incendie, notamment pour ce qui concerne les dispositions mises en œuvre pour l'évacuation des personnes en situation de handicap ;
b) De prendre éventuellement, sous l'autorité de l'exploitant, les premières mesures de sécurité ;
c) D'assurer la vacuité et la permanence des cheminements d'évacuation jusqu'à la voie publique ;
d) De diriger les secours en attendant l'arrivée des sapeurs-pompiers, puis de se mettre à la disposition du chef de détachement d'intervention des sapeurs-pompiers ;
e) De veiller au bon fonctionnement du matériel et des équipements de protection contre l'incendie, d'en effectuer ou de faire effectuer les essais et l'entretien (moyens de secours du présent chapitre, dispositif de fermeture des portes, de désenfumage, d'éclairage de sécurité, groupes moteurs thermiques-générateurs, etc.) ;
f) D'organiser des rondes pour prévenir et détecter les risques d'incendie et de panique, y compris dans les locaux non occupés.

### Consignes
Des consignes précises, destinées au personnel de l'établissement, constamment mises à jour, et affichées sur supports fixes et inaltérables doivent indiquer :
- les modalités d'alerte des sapeurs*pompiers ;

- les dispositions à prendre pour assurer la sécurité du public et du personnel ;

- les dispositions à prendre pour favoriser l'évacuation des personnes en situation de handicap ou leur évacuation différée si celle*ci est rendue nécessaire ;

- la mise en œuvre des moyens de secours de l'établissement ;

- l'accueil et le guidage des sapeurs*pompiers.

### Formation du personnel
1. Les personnes désignées par l'exploitant, mentionnées ci-dessus pour assurer la sécurité contre l'incendie, doivent avoir reçu une formation conduite à l'initiative et sous la responsabilité de l'exploitant.
2. La qualification professionnelle des agents de sécurité incendie (chef du service, chef d'équipe et agents de sécurité) mentionnés ci-dessus, doit être vérifiée dans les conditions définies par arrêté ministériel. (arrêté du mai 2005 modifié)
3. Le contrôle de l'instruction du service de sécurité incendie est assuré par les commissions de sécurité lors des visites qu'elles effectuent dans les établissements.

### Service assuré par des sapeurs-pompiers
1. Les services de sécurité incendie assurés dans certains établissements par des sapeurs-pompiers doivent être inspectés par leurs officiers ou sous-officiers dans le but de veiller à la bonne exécution du service.
2. Ces services et ces rondes sont rétribués par l'établissement.

### Poste de sécurité
1. Un poste de sécurité doit être mis à la disposition exclusive du personnel chargé de la sécurité incendie.
2. Ce poste, d'accès aisé et si possible au niveau d'arrivée des secours extérieurs, doit être, sauf cas particulier, relié au centre de secours des sapeurs-pompiers par un moyen de transmission rapide et sûr.
3. Lorsque le service est assuré par des agents de sécurité incendie, le poste doit être occupé en permanence par une personne au moins.
4. Le poste de sécurité doit notamment recevoir les alarmes restreintes transmises par postes téléphoniques, avertisseurs manuels, installations de détection et/ou d'extinction automatique. De plus, des commandes manuelles des dispositifs d'alarme, de désenfumage mécanique, etc., doivent être installées à l'intérieur de celui-ci.
5. Le poste de sécurité et ses accès doivent être convenablement protégés contre un feu survenant dans l'établissement.
6. Ce poste doit être en mesure d'établir une liaison avec les espaces d'attente sécurisés. »

### Exercices d'instruction
Des exercices d'instruction du personnel doivent être organisés sous la responsabilité de l'exploitant. La date de ceux-ci doit être portée sur le registre de sécurité de l'établissement.

### Présence de l'exploitant
1. Pendant la présence du public, l'exploitant ou son représentant doit se trouver dans l'établissement pour :
- décider des éventuelles premières mesures de sécurité ;

- assurer l'accès à tous les locaux communs ou recevant du public aux membres de la commission de sécurité lors des visites de sécurité en application de l'article R. 143*47 du code la construction et de l'habitation [9] ;

- assurer la mise à jour du registre de sécurité ;

2. Lorsque les conditions d'exploitation le justifient, il peut être admis par la commission de sécurité compétente que l'exploitant ou son représentant ne soit pas en permanence dans l'établissement sous réserve :
- d'être joignable en permanence et en mesure de rejoindre l'établissement dans les délais les plus courts ;

- que des consignes claires soient données au service de sécurité incendie présent sur le site.